# Нашуа (Міннесота)
Нашуа (англ. Nashua) — місто (англ. city) в США, в окрузі Вілкін штату Міннесота. Населення — 67 осіб (2020).

## Географія
Нашуа розташована за координатами 46°2′16″ пн. ш. 96°18′21″ зх. д. / 46.03778° пн. ш. 96.30583° зх. д. (46.037712, -96.305877).  За даними Бюро перепису населення США в 2010 році місто мало площу 9,06 км², уся площа — суходіл.

## Демографія
Згідно з переписом 2010 року, у місті мешкало 68 осіб у 25 домогосподарствах у складі 19 родин. Густота населення становила 8 осіб/км².  Було 31 помешкання (3/км²).
Расовий склад населення:
| - 100,0 % — білих |

До двох чи більше рас належало 0,0 %. Частка іспаномовних становила 14,7 % від усіх жителів.
За віковим діапазоном населення розподілялося таким чином: 30,9 % — особи молодші 18 років, 57,3 % — особи у віці 18—64 років, 11,8 % — особи у віці 65 років та старші. Медіана віку мешканця становила 31,5 року. На 100 осіб жіночої статі у місті припадало 161,5 чоловіків;  на 100 жінок у віці від 18 років та старших — 135,0 чоловіків також старших 18 років.
Середній дохід на одне домашнє господарство  становив 37 467 доларів США (медіана — 36 250), а середній дохід на одну сім'ю — 34 871 долар (медіана — 26 875). За межею бідності перебувало 31,0 % осіб, у тому числі 38,5 % дітей у віці до 18 років та 0,0 % осіб у віці 65 років та старших.
Цивільне працевлаштоване населення становило 9 осіб. Основні галузі зайнятості: освіта, охорона здоров'я та соціальна допомога — 44,4 %, будівництво — 33,3 %, мистецтво, розваги та відпочинок — 11,1 %, сільське господарство, лісництво, риболовля — 11,1 %.